# Óscar Barrena González
Óscar Barrena González   (Kirchheim unter Teck, 22 d'octubre de 1966) és un jugador d'hoquei sobre herba espanyol, ja retirat, guanyador d'una medalla olímpica. Tot i néixer a Alemanya es va traslladar a Santander de ben petit.
Membre del Sardinero Hockey Club de la ciutat de Santander, va participar, als 29 anys, en els Jocs Olímpics d'Estiu de 1996 realitzats a la ciutat d'Atlanta (Estats Units), on aconseguí guanyar la medalla de plata en la competició masculina d'hoquei sobre herba en representació de la selecció espanyola.